# György Komáromi
György Komáromi (19 gennaio 2002) è un calciatore ungherese, attaccante del Maribor.

## Carriera

### Club
Cresciuto nel settore giovanile della Puskás Akadémia, debutta in prima squadra il 26 febbraio 2019 in occasione dell'incontro di Magyar Kupa vinto 3-1 contro il Paks.

### Nazionale
Ha giocato numerose partite nelle nazionali giovanili ungheresi.

## Statistiche
Statistiche aggiornate al 28 dicembre 2021.

### Presenze e reti nei club
| Stagione        | Squadra         | Campionato      | Campionato | Campionato | Coppe nazionali | Coppe nazionali | Coppe nazionali | Coppe continentali | Coppe continentali | Coppe continentali | Altre coppe | Altre coppe | Altre coppe | Totale | Totale | Totale |
| Stagione        | Squadra         | Comp            | Pres       | Reti       | Comp            | Pres            | Reti            | Comp               | Pres               | Reti               | Comp        | Pres        | Reti        | Pres   | Reti   |        |
| --------------- | --------------- | --------------- | ---------- | ---------- | --------------- | --------------- | --------------- | ------------------ | ------------------ | ------------------ | ----------- | ----------- | ----------- | ------ | ------ | ------ |
| 2019-2020       | Csákvári        | NB2             | 2          | 0          |                 | -               | -               |                    | -                  | -                  |             | -           | -           | 2      | 0      |        |
| 2021-2022       | Csákvári        | NB2             | 5          | 3          |                 | -               | -               |                    | -                  | -                  |             | -           | -           | 5      | 3      |        |
| 2018-2019       | Puskás Akadémia | NB1             | 0          | 0          | CU              | 1               | 0               |                    | -                  | -                  |             | -           | -           | 1      | 0      |        |
| 2020-2021       | Puskás Akadémia | NB1             | 16         | 4          | CU              | 1               | 0               | UEL                | 1                  | 0                  |             | -           | -           | 18     | 4      |        |
| 2021-2022       | Puskás Akadémia | NB1             | 13         | 1          | CU              | 1               | 0               | UECL               | 3                  | 0                  |             | -           | -           | 17     | 1      |        |
| Totale carriera | Totale carriera | Totale carriera | 36         | 8          |                 | 3               | 0               |                    | 4                  | 0                  |             | -           | -           | 43     | 8      |        |